# Шо де Пре
Шо де Пре (фр. Chaux-des-Prés) насеље је и општина у источној Француској у региону Франш-Конте, у департману Јура која припада префектури Сен Клод.
По подацима из 2011. године у општини је живело 187 становника, а густина насељености је износила 24,01 становника/km². Општина се простире на површини од 7,79 km². Налази се на средњој надморској висини од 875 метара (максималној 1.003 m, а минималној 834 m).

## Демографија
| 1962. | 1968. | 1975. | 1982. | 1990. | 1999. | 2011. |
| ----- | ----- | ----- | ----- | ----- | ----- | ----- |
| 162   | 172   | 173   | 166   | 170   | 168   | 187   |

График промене броја становника у току последњих година